# Jason Orange

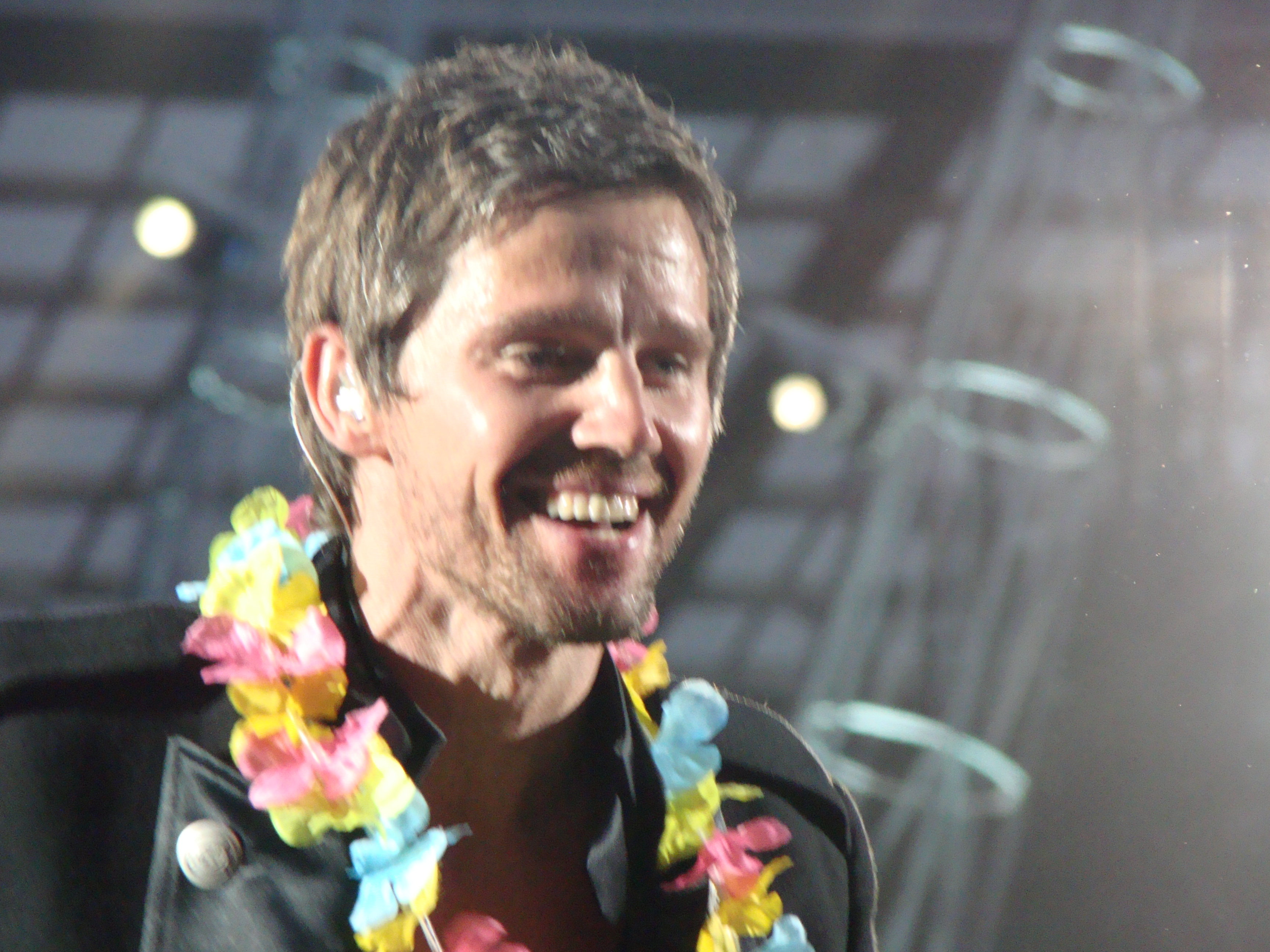
Jason Orange (2009)

Jason Thomas (Jason) Orange (Wythenshawe, Manchester, Engeland, 10 juli 1970) is een ex-lid van de boyband Take That.
Orange begint op 13-jarige leeftijd met breakdance en bodypopping. Zijn talent brengt hem in de Engelse popshow The Hitman and Her, waarin hij regelmatig te zien is. Hij blijft werken als huisschilder om rond te komen. Hij vormt met Howard Donald de dansgroep Streetbeat, die in 1989 onder de aandacht komt van Nigel Martin-Smith, en hen uitnodigt voor een auditie.
Orange stond in Take That bekend als de beste danser. Samen met Donald bedacht hij veel choreografieën bij de videoclips en optredens van de groep. Zijn zangkwaliteiten werden echter met de jaren steeds meer in twijfel getrokken, temeer omdat hij als enige lid nog nooit een solovocaal had opgenomen.
Na het uiteenvallen van Take That besloot Orange zich terug te trekken uit de showbusiness en in verschillende landen te gaan backpacken. In 1998 volgde hij samen met Max Beesley, percussionist bij Take That, een acteercursus in New York. Het leverde hem een kleine rol op in het toneelstuk Let's all go to the Fair in het Royal Courth Theatre, Londen. In 1998 speelde hij DJ Brent Moyer in Lynda La Plante's televisiefilm Killer Net en hij verscheen in 1999 in het toneelstuk Gob, wat in het King's Head Theatre in Londen vertoond werd. Hierna volgde hij de studies psychologie en sociologie aan het South Trafford College in Altrincham, Cheshire.
Orange ging weer aan het werk met de drie overgebleven leden van Take That. In 2005 rondden ze een Engelse tournee af en in 2006 verscheen, na tien jaar afwezigheid, het nieuwe album Beautiful World. Op dit album verraste hij met het nummer Wooden boat; het was zijn eerste solo sinds Take That 17 jaar geleden werd opgericht. Op woensdag 24 september 2014 kondigde Orange zijn definitieve vertrek aan; een beslissing waar hij naar eigen zeggen al jaren over tobde.

## Trivia
- Orange werd genoemd in het lied R & B van Goldie Lookin' Chain: "This is how it started, I remember how you laughed / When you met Jason Orange and asked him for an autograph"[1]
- Orange heeft een tweelingbroer, Justin, en kwam uit een groot gezin. Zijn ouders hingen het Mormoonse geloof aan.